# Геннингс, Вильгельм Александрович
Вильгельм Александрович фон Геннингс (1861—1919) — русский генерал-майор (1917).

## Биография
Родился 3 июля (15 июля по новому стилю) 1861 года. Лютеранин.
Начальное образование получил в военной гимназии.
На военной службе находился с 1880 года.
Окончил 1-е военное Павловское училище (1882). Выпущен в 100-й пехотный Островский полк.
Подпоручик (ст. 07.08.1882). Поручик (ст. 07.08.1886). Штабс-капитан (ст. 15.03.1894). Капитан (пр. 1898; ст. 15.03.1898; за отличие).
Участник Первой мировой войны — командир бригады 105-й пехотной дивизии.
Участник Белого движения в составе Северо-Западной армии. В 1918 году — командир Русской Дружины (отряда русской самообороны Эстонского края) в Ревеле. В 1919 году — во 2-м пехотном Ревельском полку.
Был убит в бою с красноармейцами 19 ноября (2 декабря по новому стилю) 1919 года.

## Награды
- Награждён орденами Св. Владимира 4-й степени с мечами и бантом (1906); Св. Анны 2-й степени (06.12.1911); Св. Владимира 3-й степени с мечами (ВП 21.12.1914); мечи к ордену Св. Анны 2-й степени (ВП 09.01.1915).
- Орденом Святого Георгия 4 степени награждён 12 октября 1917 года — за отличное командование 10-м пехотным Новоингерманландским полком.[1]